# Mezilaurus triunca
Mezilaurus triunca är en lagerväxtart som beskrevs av H. van der Werff. Mezilaurus triunca ingår i släktet Mezilaurus och familjen lagerväxter. Inga underarter finns listade i Catalogue of Life.